# Bufo nebulifer
Incilius nebulifer là một loài cóc trong họ Bufonidae.
Nó được tìm thấy ở México và Hoa Kỳ.
Các môi trường sống tự nhiên của chúng là các khu rừng ôn hòa, vùng đồng cỏ ôn đới, sông có nước theo mùa, đầm nước, đầm nước ngọt, đầm nước ngọt có nước theo mùa, vùng bờ biển cát, các vùng đô thị, và kênh đào và mương rãnh. Đa phần các văn bản khoa học đều gọi loài này là Bufo valliceps, tuy nhiên danh pháp này đã bị tách ra, và Bufo valliceps sống dọc theo ven bờ vịnh từ Mexico tới Louisiana.